# Fajã do Ginjal
a Fajã do Ginjal é uma fajã localizada próximo à Fajã de São João na freguesia da Ribeira Seca, concelho da Calheta, costa Sul da ilha de São Jorge.

## Descrição
Para se chegar a este local é preciso descer as falésias dos Lourais, seguindo-se um trilho pedestre, bastante utilizado e em boas condições, que além de levar à já citada Fajã de São João, também leva à próxima à Fajã de Além.
Em tempos idos as pessoas que aqui tinham propriedades deslocavam-se a esta Fajã do Ginjal em meados do mês de Janeiro para invernar o gado e cultivar as terras, e voltavam à freguesia em meados de Março ou Abril, na pratica faziam a transumância entre os clima fortemente agreste da montanha e o microclima da fajã que situada junto ao mar é sempre amenos.
Nos tempos de mais procura deste local por parte da população, e como as nascentes não eram um fator abundante do local, foi construído esta fajã um poço de baixa-mar que mais tarde, durante uma tempestade o mar arrasou. Dado esse facto e por alguma razão o poço não ter sido recuperado, foram construídas cisternas que aparam, retendo a água da chuva, que depois é utilizada, não só para o uso das populações, mas para o uso animal e para a agricultura. Nesta fajã, apesar de em tempos idos terem existido, actualmente já que não existem chafarizes.
Atualmente (2006) este local continuam a ser bastante utilizado durante o Inverno pelas populações que continuam a proceder á atividade centenária da transumância dos gados durante o inverno. Nesta altura da transumância em que os pastores se deslocam da montanha para a fajã, procedem também ao cultivo as terras que estiveram em descanso durante boa parte do ano. Aqui os terrenos, dada a sua origem vulcânica, são de boa qualidade. Apesar destes factores, no entanto, as pessoas procuram menos este local do que em tempos idos, facto que se deve ao trauma causado nas populações pelo poderoso terramoto de 1 de Janeiro de 1980 que abanou várias ilhas do grupo central dos Açores, e em particular a ilha de São Jorge, provocando o desabamento de muitas falésias, chegando em alguns locais a criar novas terras junto ao mar.
Nesta fajã existem nove adegas onde se faz o vinho da casta denominada de "cheiro". As adegas, além da sua função de guardar o vinho também servem para as pessoas ficarem durante o tempo de Inverno em que estão na fajã. Aqui também existem cerca quinze palheiros e quatro ruínas de casas abandonadas pelos donos.
Por esta fajã do Ginjal passa a Grota Negra, ribeiro que só corre por ocasião de grandes chuvas, nas montanhas em altitude, um uma fonte que corre todo o ano.
Dado a fertilidade do terreno aqui cultivam-se várias plantas de uso alimentar como a batata, o feijão, o alho, a cebola, o milho, a abóbora, a couve, o inhame, a vinha e algumas plantas de cafezeiro, sendo esta uma das poucas fajãs onde o microclima permite o cultivo desta planta.
Ainda se cultiva a laranjeira, Curação de Negro e uma apreciável areia de ginja, facto que terá dado o nome ao local, e outras árvores de fruto.
Para a pesca de linha junto á pedra geralmente as pescar as pessoas deslocam-se à Fajã de Além, seguindo um trilho que liga as duas fajãs.
As aves que aqui aparecem são principalmente a gaivota, o cagarro, a pomba, o milhafre, o melro, o tentilhão e o pardal.